# Medaile 40. výročí Ozbrojených sil SSSR
Medaile 40. výročí Ozbrojených sil SSSR (rusky Юбиле́йная меда́ль «40 лет Вооружённых Сил СССР») byla sovětská pamětní medaile založená roku 1957 při příležitosti 40. výročí Ozbrojených sil Sovětského svazu. 

## Historie
Medaile byla založena vyhláškou prezidia Nejvyššího sovětu Sovětského svazu ze dne 18. prosince 1957 při příležitosti čtyřicátého výročí Ozbrojených sil Sovětského svazu. Autorem medaile je umělec V. I. Gogolin. K. 1. lednu 1995 byla tato medaile udělena přibližně v 820 080 případech.

## Pravidla udílení
Medaile byla udílena maršálům, generálům, admirálům, důstojníkům, poddůstojníkům i řadovým vojákům a námořníkům, kteří sloužili do rozhodného data 23. února 1958 v rudé armádě a námořnictvu či byli příslušníky jednotek ministerstva pro veřejný pořádek a KGB. Udílena byla jménem Nejvyššího sovětu SSSR velitelem jednotky či vedoucím instituce. Udělení medaile bylo zapsáno do služebních záznamů příslušného vojáka.
Medaile se nosí nalevo na hrudi. V přítomnosti dalších sovětských medailí se nosí za Medailí 30. výročí sovětské armády a námořnictva.

## Popis medaile
Medaile kulatého tvaru o průměru 32 mm je vyrobena z mosazi. Na přední straně je podobizna V. I. Lenina. Ve spodní části medaile je zkřížená vavřínová a dubová větvička a reliéfní nápis 40. Na zadní straně je při vnějším okraji medaile nápis v cyrilici В ОЗНАМЕНОВАНИЕ СОРОКОВОЙ ГОДОВЩИНЫ (na oslavu čtyřicátého výročí). Uprostřed je nápis ВООРУЖЕННЫХ СИЛ СССР (Ozbrojených sil SSSR), pod kterým jsou letopočty 1918 – 1958 a pod nimi drobná pěticípá hvězda. Okraje medaile jsou vystouplé. Všechny nápisy a motivy jsou konvexní.
Medaile je připojena pomocí jednoduchého kroužku ke kovové destičce ve tvaru pětiúhelníku potažené šedou hedvábnou stuhou z moaré. Stuha je široká 24 mm. Uprostřed jsou dva červené proužky široké 2 mm. Okraje stuhy jsou lemovány dalšími dvěma červenými proužky širokými 2 mm.